# جون بلاك (لاعب اتحاد الرغبي)
جون بلاك (بالإنجليزية: John Black)‏ هو لاعب اتحاد الرغبي نيوزيلندي، ولد في 25 يوليو 1951 في تيمارو ‏ في نيوزيلندا.